# Patty Schnyder
Patty Schnyder, född 14 december 1978, Basel, Schweiz, är en schweizisk vänsterhänt professionell tennisspelare.

## Tenniskarriären
Patty Schnyder blev professionell tennisspelare på WTA-touren i augusti 1994. Hon har till oktober 2007 vunnit 11 WTA singel- och 5 dubbeltitlar och dessutom 3 singeltitlar på ITF-cirkusen. Sin hittills främsta rankingplacering i singel, nummer 7, noterade hon i november 2005. I dubbel rankades hon som bäst på 15:e plats (juni 2005). Hon har hittills (oktober 2007) nått minst kvartsfinal i 5 Grand Slam-turneringar, men inte vunnit någon titel. Hon har spelat in $6 405 381 US dollar i prispengar.
Schnyder inledde sin tenniskarriär med 3 singeltitlar i ITF-arrangerade turneringar 1995, samma år spelade hon också sin första WTA-turnering. År 1996 nådde hon sin första WTA-final och gjorde sin debut i en Grand Slam-turnering (Franska öppna). 
År 1998 blev hennes genombrottssäsong. Hon vann då 5 WTA-turneringar i singel (Hobart, Hannover, Madrid, Maria Lankowtz och Palermo) och dessutom en i dubbel (Hamburg). Hon finalbesegrade spelare som Jana Novotna och Martina Hingis. Året därpå, 1999, vann hon Gold Coast-turneringen efter finalseger över Mary Pierce. Det dröjde därefter till 2001 innan hon tog sin nästa titel. Hon vann då Tier IV-turneringen i Pattaya City. År 2002 blev hon den första oseedade segraren i en Tier I-turnering på 22 år, i finalen i Zürich besegrade hon Lindsay Davenport (6-7, 7-6, 6-3). 
Schnyder har under de senaste säsongerna varit drabbad av olika skador, bland annat i vänster arm, höger ankel och höger ljumske, vilket tvingat henne till periodvisa speluppehåll. Under 2005 var hon åter i god form och vann 2 WTA-titlar (Gold Coast och Cincinnati). Hon nådde också finalen i Italienska öppna, som hon förlorade mot Amélie Mauresmo (3-6, 4-6). I slutet av säsongen drabbades hon av ett flertal skador i vänster hand, men har ändå nått långt i flera turneringar under 2006. Även under säsongen 2007 har Schnyder varit framgångsrik som singelspelare med två WTA-finaler (San Diego och Linz). 
Hon har deltagit i det schweiziska Fed Cup-laget 1996-2004. Totalt har hon spelat 40 matcher av vilka hon vunnit 25. I ett möte 2002 med ett lag från Sverige bestående av Sofia Arvidsson och Åsa Svensson, blev hon slagen av Arvidsson i singeln med 2-6, 2-6.
24 maj 2011 meddelade Patty Schnyder på en presskonferens att hon lägger av med tennisen efter att ha åkt ut mot Sorana Cirstea med 6-3 6-1 i Roland Garros. Hon avslutar en bra karriär med 11 WTA-titlar och hon har deltagit i totalt 59 Grand Slam turneringar vilket är 6:e flest i historien.

## Spelaren och personen
Patty Schnyder spelar med dubbelfattad backhand.
Sedan december 2003 gift med IT-specialisten Rainer Hofmann. Paret är bosatt vid Zürichsjön på vilken de båda brukar koppla av med båtturer.